# سيمون دافي
سيمون دافي (بالإنجليزية: Simon Davey)‏ هو لاعب كرة قدم ومدرب كرة قدم بريطاني، ولد في 1 أكتوبر 1970 في سوانزي في المملكة المتحدة. لعب مع بريستون نورث إيند ودارلينجتون إف سى وسوانزي سيتي ونادي كارلايل يونايتد.

## وصلات خارجية
- سيمون دافي على موقع قاعدة بيانات كرة القدم.إي يو (الإنجليزية)
- سيمون دافي على موقع Soccerbase.com (لاعب) (الإنجليزية)
- سيمون دافي على موقع Soccerbase.com (مدرب) (الإنجليزية)